# Vermittlungstheorie
Die Vermittlungstheorie in der Psychologie ist eine Hypothese, wonach Lernprozesse, Denken und Wahrnehmungen entsprechend den Grundlagen der Verhaltenswissenschaft erklärt werden. Diese Grundlagen bestehen vor allem in der S-R-Theorie. Die Vermittlungstheorie besagt, dass der Reizerfolg innerhalb des S-R-Modells bei komplexen psychologischen Funktionen nicht automatisch und immer gleichförmig erfolgt, sondern von vielen einzelnen vermittelnden Schritten abhängt (Psychischer Reflexbogen). Die Bezeichnung der Vermittlungstheorie geht auf Charles E. Osgood (1953) zurück, der viele vermittelnde Reaktionen (mediating responses bzw. representational mediating processes) für eine erfolgreiche Lern-, Denk- oder Wahrnehmungsfunktion als erforderlich annahm. Die Theorie wird daher auch als Mediationstheorie bezeichnet. Die vermittelnden Reaktionen können in Form kleinster, unter Umständen gar nicht mehr beobachtbarer Verknüpfungen ablaufen. Damit war jedoch der entscheidende Schritt für einen Wandel zum Neobehaviorismus erfolgt. Die Eindeutigkeit experimentell kontrollierbarer Reflexantworten war nicht mehr als zwingende Voraussetzung der Verhaltenslehre gefordert.

## Vermittlungstheorie innerhalb der übrigen Schulen
Viele Verknüpfungen zwischen zahlreichen vermittelnden Reaktionen dienen dazu, komplizierte Verhaltensmuster zu erzeugen und jeweils miteinander zu verbinden. Ähnliche Vorstellungen wurden bereits von Gottfried Wilhelm Leibniz (1646–1716) mit seiner Theorie der Petites perceptions entwickelt. Nach dem Prinzip der Reaktionsverstärkung von Clark L. Hull versuchte man Lernprozesse zu erklären. Mit Hilfe der Vermittlungstheorie konnten nun Vorgänge nach behavioristischer Methodik verstanden werden, für die zuvor überwiegend die Gestaltpsychologie eingetreten war.

### Pawlows Zweites Signalsystem
Die Lehre des zweiten Signalsystems wurde von Iwan Petrowitsch Pawlow (1849–1936) begründet. Dieser hielt die im Laufe der Zeit gesammelten Erfahrungen eines Menschen als Ergebnis der Organisation zwischen zwei miteinander interagierenden Systemen.

### Netzwerktheorien
Die von Osgood geforderten vermittelnden Reizantworten auf der Basis intervenierender Variablen können als Ergebnis interagierender Systeme nach Pawlow verstanden werden. Aufgrund der neueren Hirnforschung und den Modellen der neuronalen Netzwerke hat sich ergeben, dass der Ablauf der Erregung oberhalb des psychophysischen Niveaus sich keineswegs nur als sequentieller neuronaler Ablauf verstehen lässt, wie es nach dem vereinfachten Niveauschema der Reizbeantwortung vermutet werden kann. Vielmehr handelt es sich vielfach nach Art des Regelkreises um in sich geschlossene Neuronenketten innerhalb des Gehirns, ja sogar innerhalb der Großhirnrinde. Die Arbeitsweise dieser Neurone wird auch als interaktiver Prozess zwischen höheren und niedrigeren Schichten des Gehirns beschrieben. Bekannt sind diese Schichten u. a. als Laminierung der Großhirnrinde. Bekannt ist die Lamina IV (Stratum granulosum internum) als Inputschicht für andere bzw. „tiefere“ Areale der Großhirnrinde. Höhe und Tiefe bedeutet hier keine topographisch-anatomische Lage innerhalb der Großhirnrinde, sondern bezieht sich auf die Nähe zu den eingehenden neuronalen Informationen der Sinnesorgane (Topologie). Es handelt sich demnach um neuronale Signale, die von den sensorischen Projektionszentren stammen. Das diesen Zentren näher gelegene Modul wird stets als das „tiefere“ bezeichnet. Zwischen „höheren“ und „tieferen“ Schichten besteht eine Wechselwirkung (Reziprozität). Die tiefere Schicht liefert Signale an die höhere und erhält ihrerseits Rückmeldungen von der höheren. Die höhere Schicht ist im Falle der Hirnrinde die Lamina VI (Stratum multiforme). Die Wechselwirkung ist dann beendet, wenn das Ergebnis dieses Austauschs zu einem kognitiven Resultat geführt hat. Manfred Spitzer beruft sich auf die Gestaltpsychologie und ihre These zugunsten eines solchen interaktiven Prozesses.